# Labourdonnaisia calophylloides
Labourdonnaisia calophylloides é uma espécie de árvore da família Sapotaceae nativa das ilhas Maurício e Reunião, no Oceano Índico.
Ela atinge alturas de 20 metros na natureza, e desenvolve uma forma muito característica e ornamental, como suas folhas juntas em cacho nas pontas de cada galho. Na natureza, ela ainda ocorre em Maurício.